# Oribatula longilinea
Oribatula longilinea är en kvalsterart som först beskrevs av Wang och Li 1997.  Oribatula longilinea ingår i släktet Oribatula och familjen Oribatulidae. Inga underarter finns listade i Catalogue of Life.